# Avril 1919

## Événements
- Sortie de la Citroën « type A » de 18 chevaux réels.
- Avril à juin : le corps expéditionnaire canadien quitte la Russie. L'Union soviétique y devient le nouvel état.

- 4 avril, France : réforme électorale : la représentation proportionnelle remplacera le scrutin d'arrondissement (loi du 12 juillet 1919)
- 5 avril :
  - exposition Juan Gris à Paris.
  - Les dernières troupes britanniques impliquées dans la mission Malleson quittent la région transcaspienne, longeant la Russie. Les forces soviétiques ont finalement pu envahir la région et en reprendre le contrôle complet en février 1920[1].
- 7 avril : 
  - Création de la fédération française de football par la transformation du Comité français interfédéral créé en 1906. La nouvelle structure regroupe 30 000 licenciés répartis dans 1 200 clubs. Le premier président est Jules Rimet futur président de la Fifa (1921) et créateur de la coupe du monde de football.
  - Tentative de révolution communiste en Bavière. Proclamation de la république des conseils de Bavière.
- 10 avril : assassinat d’Emiliano Zapata sur ordre du président mexicain Venustiano Carranza.
- 11 avril : Saad Zaghlul se rend à Versailles mais ne parvient pas à empêcher la reconnaissance internationale du protectorat britannique sur l’Égypte.
- 13 avril : les autorités britanniques ripostent par le massacre d'Amritsar, au Pendjab (ville des Sikhs), tirant sur la foule et faisant près de 400 morts et plus de 1 000 blessés. Des émeutes s’ensuivent à Bombay, Calcutta, Ahmedabad et Delhi. Rabindranath Tagore, prix Nobel de littérature, renvoie son titre de chevalier (knight) en signe de protestation.
- 16 avril : les troupes roumaines interviennent en Hongrie jusqu’à la Tisza (Guerre hungaro-roumaine de 1919).
- 17 avril : loi sur le droit individuel à la réparation des dommages causés aux biens par le déroulement de la guerre.
- 18 avril : début des activités de la compagnie aérienne française Compagnie des messageries aériennes (CMA) sur la ligne Paris - Lille.
- 19 avril :
  - France : 
    - sous l'impulsion de l'officier mécanicien André Marty, mutineries sur des navires français en Mer Noire, principalement à Sébastopol et Odessa (19-21 avril);
    - loi promulguant la charte des sinistrés;

  - un équipage américain (White et Schaefer) relie Chicago et New York sans escale en 6 heures et 50 minutes.
- 21 avril : l'As du pilotage Jules Védrines meurt en s'écrasant lors du vol inaugural de la liaison Paris-Rome. Des funérailles grandioses vont honorer sa mémoire.
- 22 avril : après être parvenus à un accord sur les réparations allemandes et sur la Sarre, les Alliés s’entendent sur l’occupation temporaire de la Rhénanie par les troupes françaises.
- 23 avril, France : une loi fixe la durée du travail à 8 heures par jour et à 48 heures par semaine.
- 24 avril : première liaison entre la France et le Maroc sans escale : Paris - Kénitra par l’équipage français Henri Roget et François Coli.
- 28 avril : 
  - pacte de la Société des Nations (SdN), installée à Genève.
  - Les forces prussiennes entrent en Bavière pour écraser l’insurrection déclenchée le 7 avril.
- 29 avril : exposition à New York sur « l’évolution de l’art français » avec Marcel Duchamp et Francis Picabia.
- 30 avril : 
  - Wilson, Clemenceau et Lloyd George accordent au Japon les droits, titres et privilèges acquis par l’Allemagne en Chine dans le Shandong. Les « Vingt et une demandes » à la Chine sont refusées mais si le Japon reçoit des compensations, il ne s’en estime pas moins humilié sur la scène internationale;
  - premier vol de l'Avro 534 Baby

## Naissances
- 8 avril : Ian Smith, homme politique rhodésien († 20 novembre 2007).
- 13 avril : Howard Keel, acteur et chanteur américain († 7 novembre 2004).
- 14 avril : Raúl Primatesta, cardinal argentin, archevêque de Córdoba († 1er mai 2006).
- 15 avril : Franjo Kuharić, cardinal croate, archevêque de Zagreb († 11 mars 2002).
- 19 avril : Merce Cunningham, danseur et chorégraphe américain († 26 juillet 2009).
- 21 avril : Dominique Soulé, religieux catholique français (° 20 janvier 1827).
- 23 avril : 
  - Anne Buydens, Productrice belge († 29 avril 2021).
  - Oleg Penkovsky, Homme militaire soviétique († 16 mai 1963).
- 26 avril : 
  - Manuel Zorrilla, peintre, sculpteur, dessinateur argentin († 2015).
  - Georges de Caunes, journaliste français († 28 juin 2004).
- 29 avril : Gérard Oury, comédien et cinéaste français († 19 juillet 2006).

## Décès
- 4 avril : Sir William Crookes, inventeur britannique (° 1832).
- 9 avril : Emiliano Zapata, révolutionnaire mexicain (º 8 août 1879).
- 18 avril : Joaquín Rucoba, architecte espagnol (° 13 janvier 1844).
- 20 avril : Theo von Brockhusen, peintre, dessinateur et graveur allemand (° 16 juillet 1882).